# أنجيلو بونيلي
أنجيلو بونيلي (من مواليد 30 يوليو 1962) سياسي إيطالي. وهو المتحدث الرسمي باسم «أوروبا الخضراء».
في عام 1990 أصبح مستشارًا للمقاطعة الثالثة عشرة لمدينة روما ومن 1993 إلى 1994 كان رئيسًا لهذه المنطقة. وكان أيضًا مستشارًا إقليميًا ومقيمًا إقليميًا للبيئة في لاتسيو. في الانتخابات العامة الإيطالية لعام 2006 تم انتخابه لمجلس النواب، بينما في الانتخابات العامة الإيطالية لعام 2008 تم ترشيحه مع حزب اليسار لكن القائمة لم تتجاوز العتبة ولم يتم إعادة انتخابه.
في 10 أكتوبر 2009 في المؤتمر الوطني الثلاثين للخضر تم تعيينه رئيسًا للحزب، متغلبًا على لوريدانا دي بيتريس التي أرادت اندماج الخضر مع حرية البيئة اليساري.
في الانتخابات الإقليمية لعام 2010 في لاتسيو تم انتخابه مرة أخرى في المجلس الإقليمي، بينما في الانتخابات المحلية لعام 2012 كان مرشحًا لمنصب عمدة تارانتو (أعلن في عام 1991 من قبل وزارة البيئة "منطقة عالية المخاطر البيئية) مكتسبًا 12277 صوت تفضيلي و12٪ من الأصوات.
في الفترة من 23 إلى 24 نوفمبر 2013 في المؤتمر الوطني الثاني والثلاثين للخضر تم تعيينه المتحدث باسم حزب الخضر جنبًا إلى جنب مع لوانا زانيلا، ولكن في عام 2015 ترك مرشد الحزب.
في يناير 2016 استقال بونيلي من مكتب مستشار بلدية تارانتو بعد انتقادات لغيابه لأسباب شخصية.
في الانتخابات العامة لعام 2018 تم ترشيح لعضوية مجلس الشيوخ عن الدائرة الانتخابية غير الرسمية بدعم من تحالف يسار الوسط، لكنه هزم من قبل دوناتيلا أغوستينيلي.
في أغسطس 2022 أصبح زعيمًا لتحالف الخضر واليسار في الانتخابات العامة الإيطالية لعام 2022.